# Шипайло, Остап Игоревич
Остап Игоревич Шипайло (укр. Остап Ігорович Шипайло; род. 7 января 1989 года, Львов) — украинский юрист, предприниматель.
Народный депутат Украины IX созыва.

## Биография
Окончил географический факультет ЛНУ имени Ивана Франко (специальность «Менеджмент организаций»), Институт последипломного образования и довузовской подготовки Львовского национального университета имени Ивана Франко (специальность «Правовое регулирование организации государственного управления и местного самоуправления»).
Шипайло является директором ООО «Карпатбуд Девелопмент» и дочернего предприятия «Львовская энергетическая».
Он занимал руководящие должности в различных компаниях.

## Политическая деятельность
Кандидат в народные депутаты от партии «Слуга народа» на парламентских выборах 2019 года, № 120 в списке. На время выборов: директор ООО «Карпатбуд Девелопмент», беспартийный. Проживает в городе Львове.
Член Комитета Верховной Рады по вопросам энергетики и жилищно-коммунальных услуг, председатель подкомитета по вопросам ядерной энергетики и ядерной безопасности.
Член группы по межпарламентским связям с Соединенными Штатами Америки, член группы по межпарламентским связям с Республикой Корея.